# Le Hutrel
Le Hutrel est un quartier de la commune française de Saint-Lô située dans le département de la Manche et la région Basse-Normandie.
Il constituait le hameau principal de l'ancienne commune Saint-Thomas-de-Saint-Lô. À la suite du rattachement de cette commune à Saint-Lô le 1er mars 1964, il en constitue depuis un « quartier ».
Ses habitants sont appelés les Hutréliens.

## Géographie
Le Hutrel, quand on vient du centre-ville de Saint-Lô,  se trouve en haut de la rue de Tessy. Il est situé dans la partie rurale de Saint-Lô.
Le Hutrel culmine à 69 mètres d'altitude.

## Toponymie
C'est en 1250 qu'apparaît pour la première fois le nom du Huterel. : un certain Richard du Huterel cède à la Maison-Dieu de Saint-Lô une pièce de terre. Ensuite, un acte d’avril 1270 cite « Le Huterel » comme nom de lieu. Ce mot signifie en en bas normand soit un tombereau, soit une butte ou levée de terre.

## Histoire

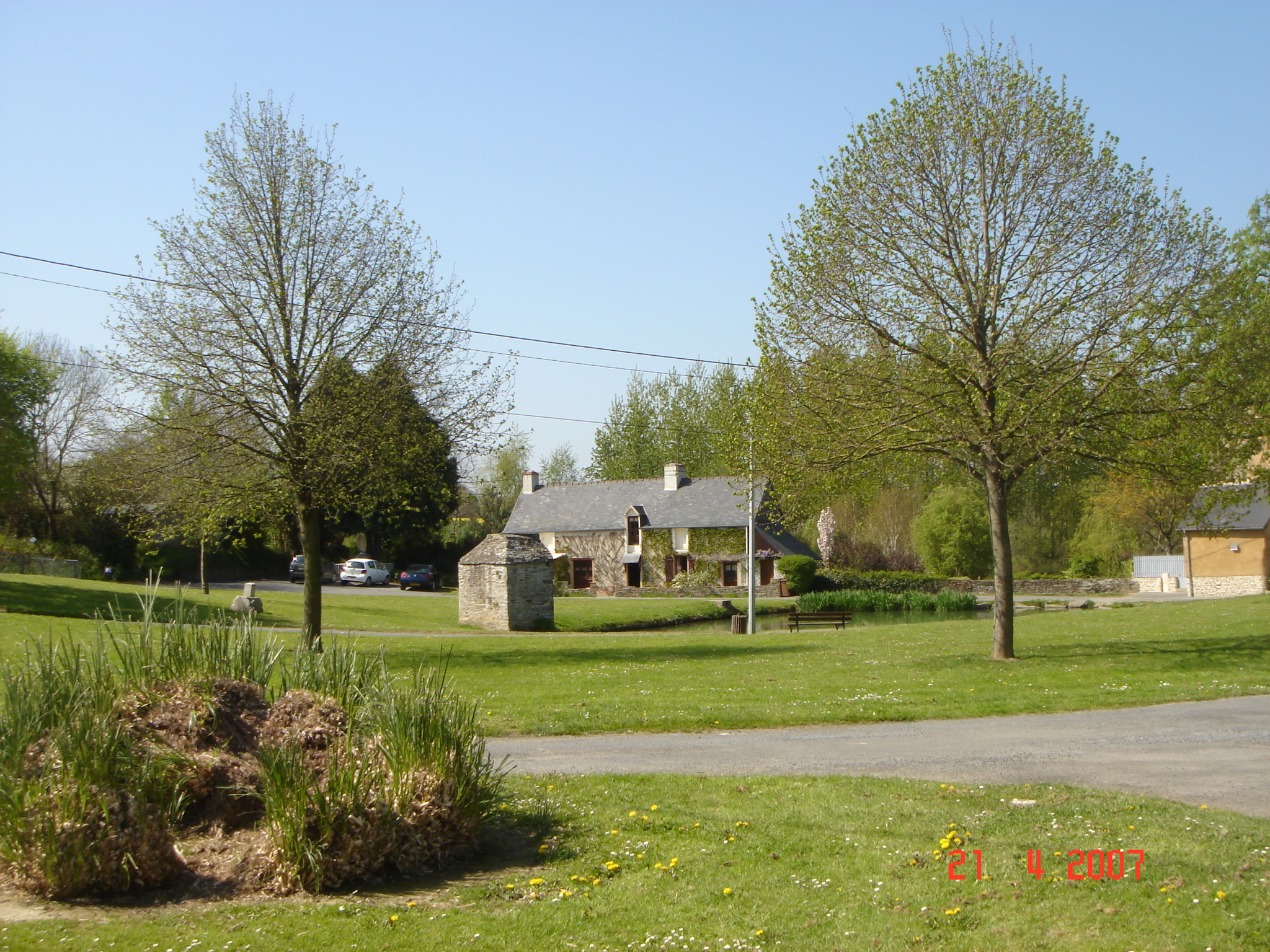
Vue de la Seigneurie

C'est en 1204 que la Normandie est rattachée au royaume de France. En 1270, le village du Hutrel fait partie de la paroisse de Saint-Thomas-de-Saint-Lô, paroisse placée sous le patronage de saint Thomas Becket.
Un acte du bailliage de Saint-Lô daté du 9 novembre 1762 indique que « Le village du Huterel offre un aspect particulier. Les maisons, au lieu de s’aligner en rues, sont disséminées autour d’un terrain vague appelé « la commune » du Huterel et contenant un hectare environ. La jouissance de cette place est exclusivement réservée aux riverains. ».
Les vieilles maisons du Hutrel ont été construites au XIXe siècle en grande partie en mâsse, un mélange d’argile et de fibre. Témoignage d'une existence autarcique, ce type de construction traditionnelle est répandu dans le département de la Manche.
Après les bombardements des 6 et 7 juin 1944, des milliers de Saint-Lois trouvent refuge à Saint-Thomas-de-Saint-Lô. Le 11 novembre 1948, le hameau est cité à l'ordre de la Croix de Guerre. Saint-Thomas-de-Saint-Lô est rattaché à Saint-Lô en 1964. En 2008, on peut encore voir à l'intérieur de l'ancienne mairie, le portrait du Général Charles de Gaulle 18e président de la république et la citation à la Croix de Guerre.

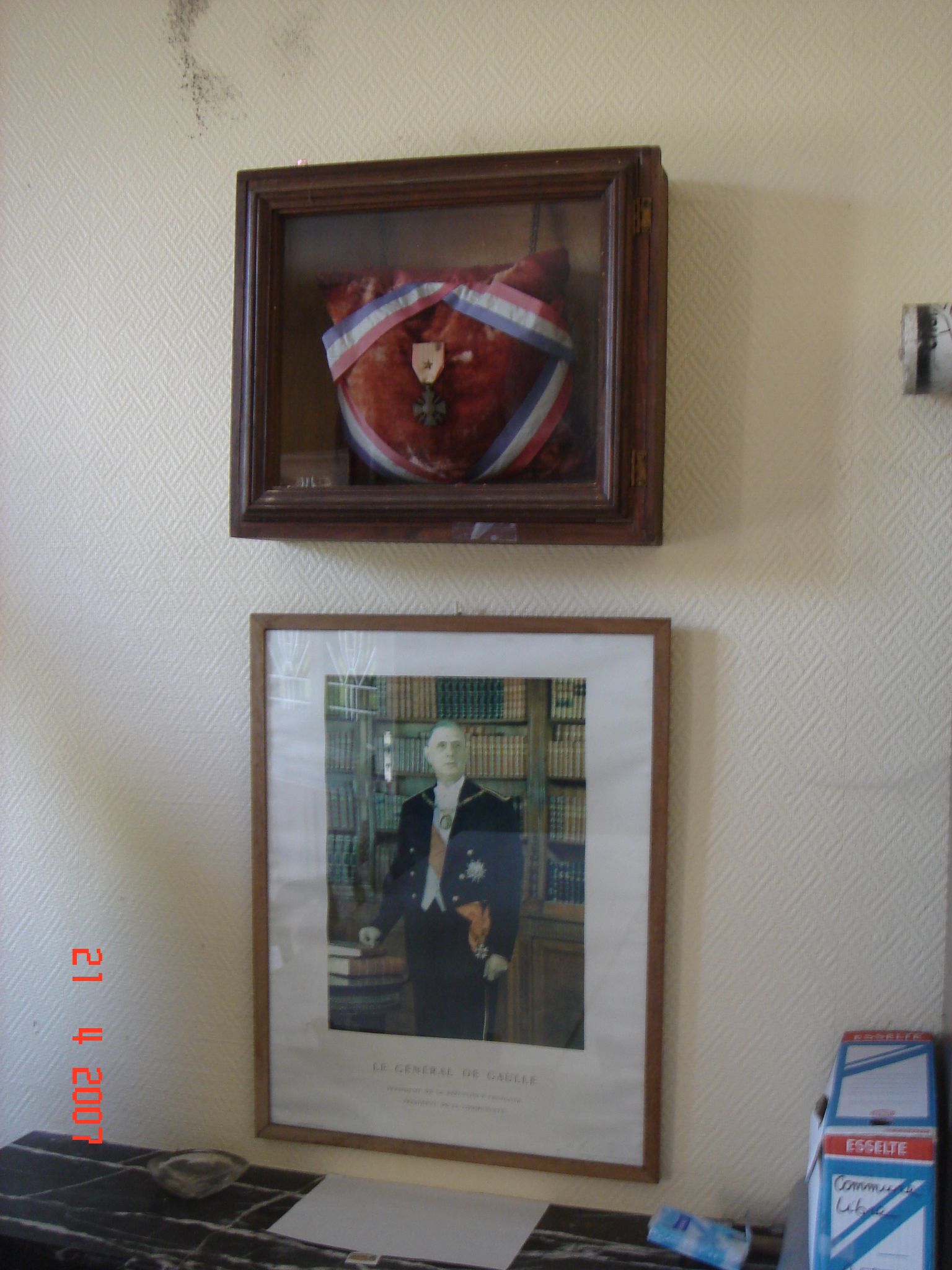
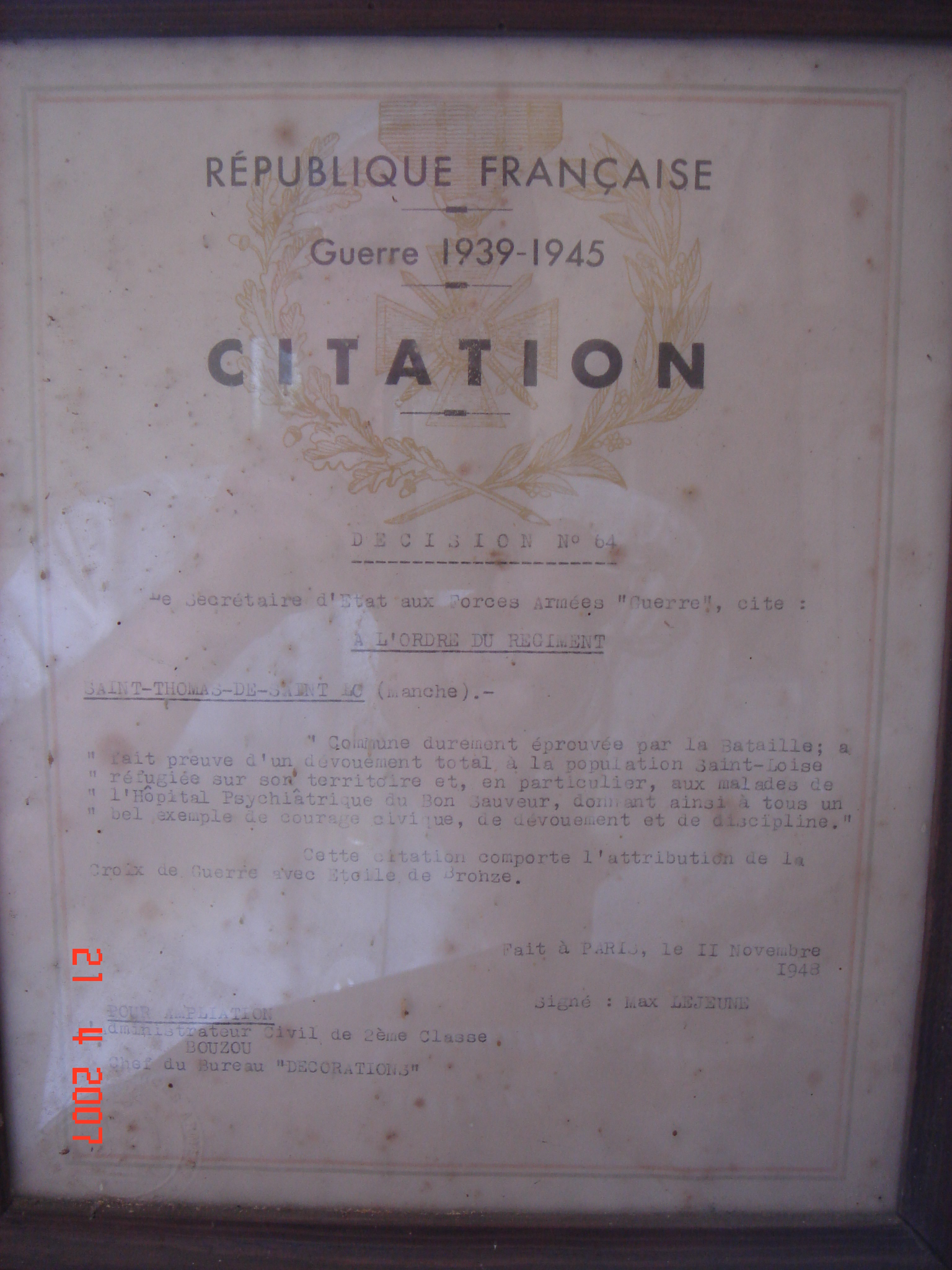

Lors du cinquantenaire du débarquement en 1994, les habitants plantent un arbre de la liberté : jeune orme qui remplace l'arbre de la liberté planté sur cette même place en 1793.

## Démographie
Une vingtaine de familles représentant une cinquantaine de personnes habitent ce quartier.

## Culture locale et patrimoine

### Monuments et lieux touristiques

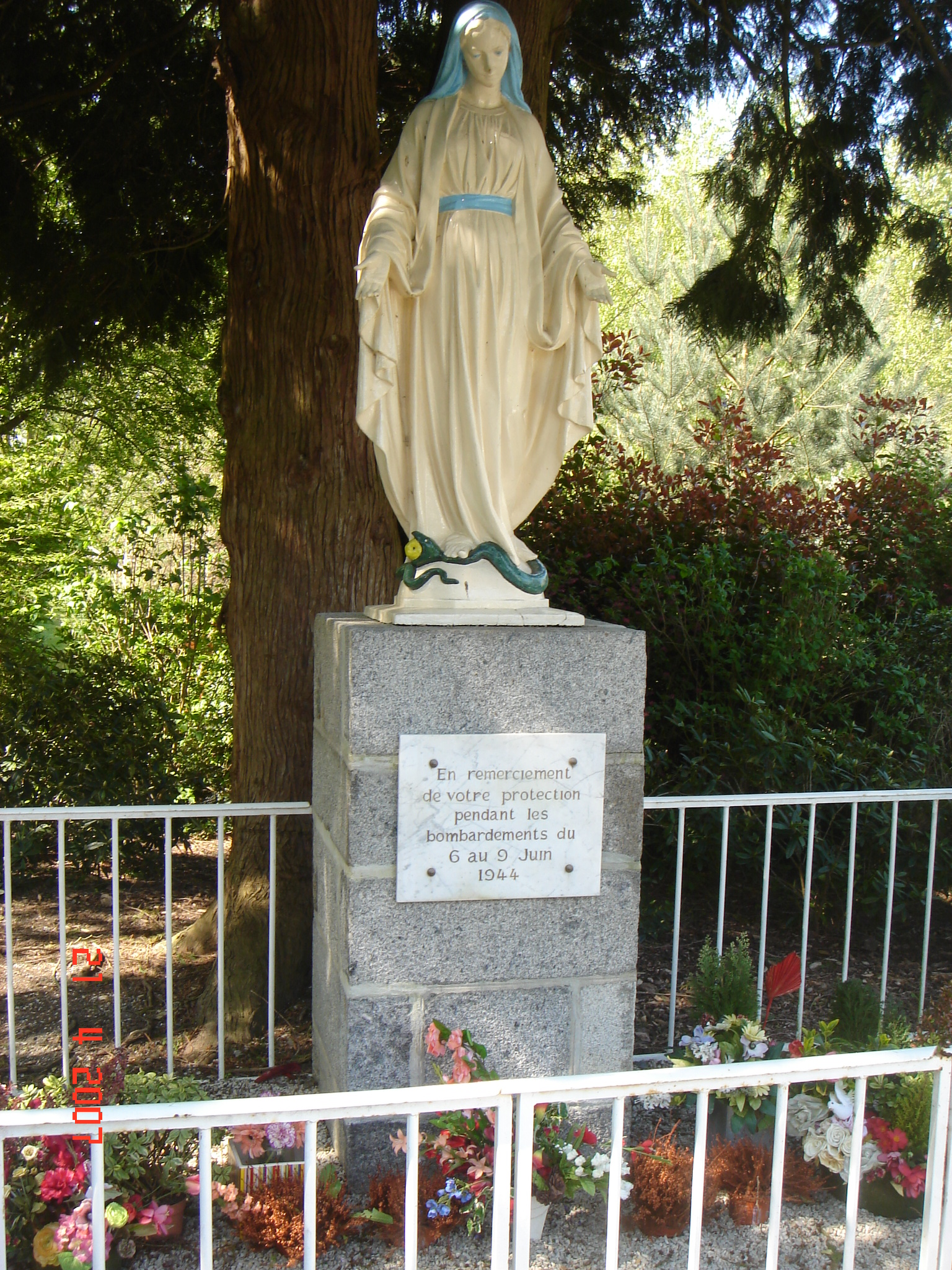
La Vierge
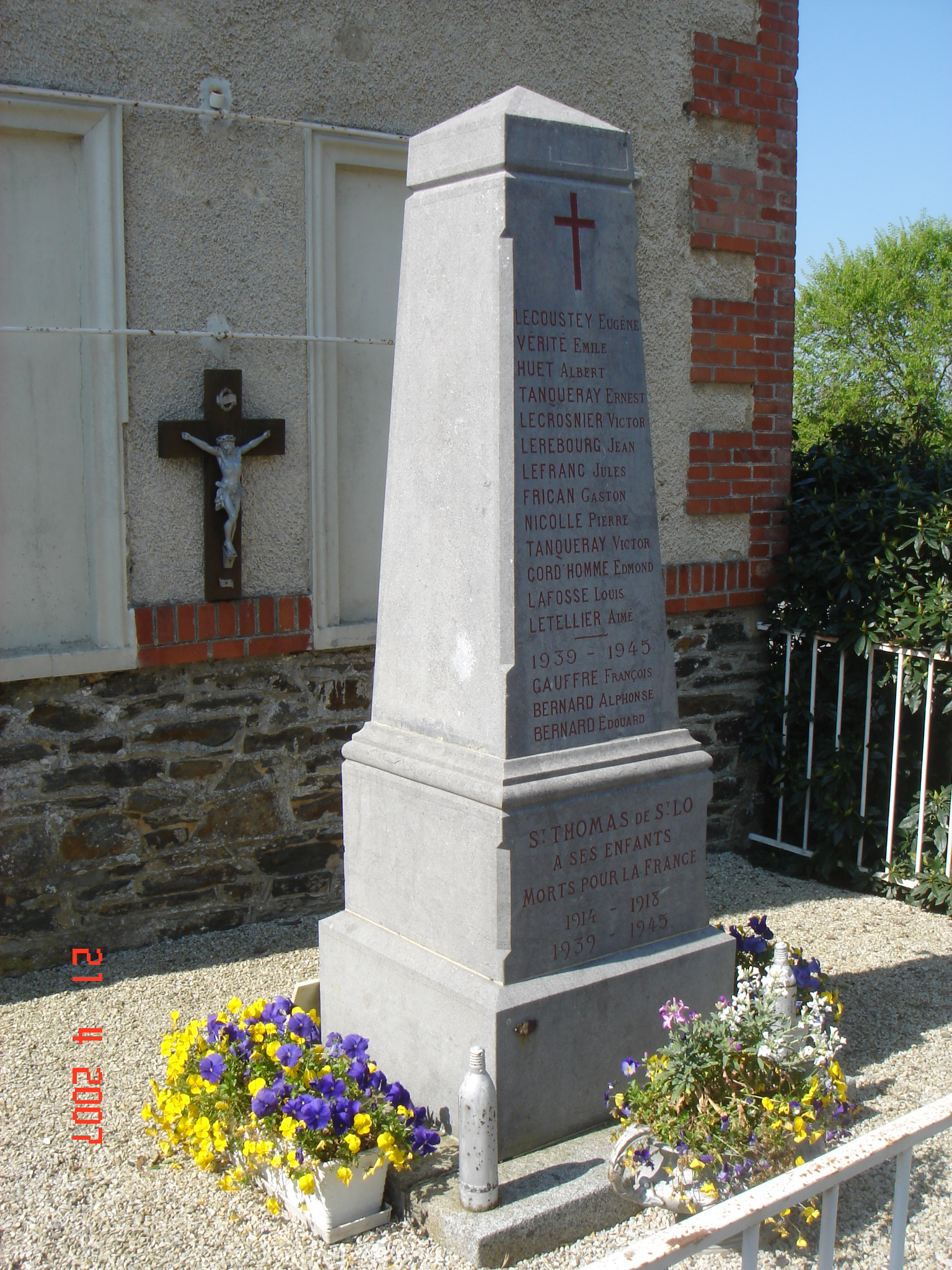
Monument aux morts
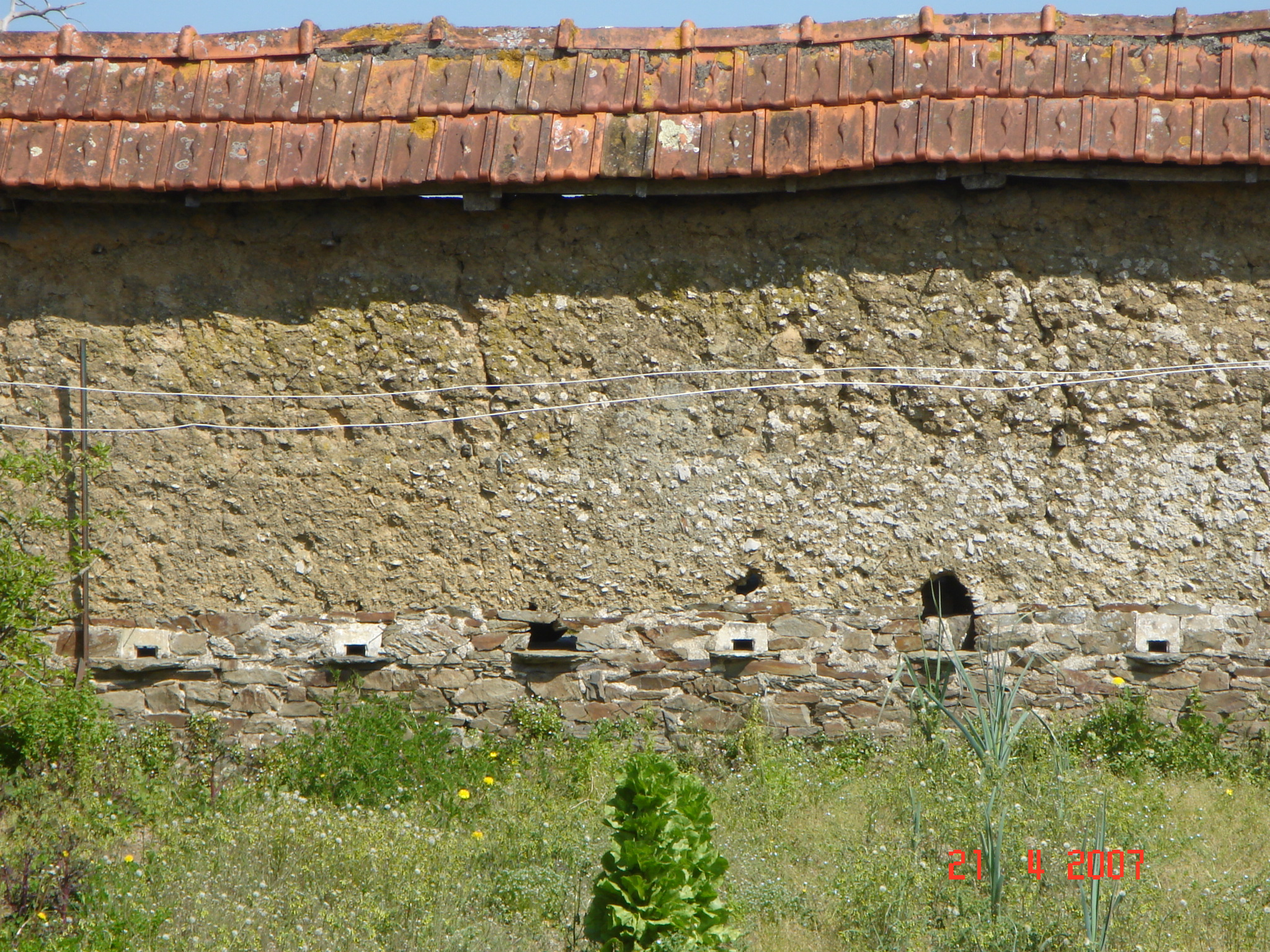
Ruches emmurées

### Personnalité liée à ce hameau
Jacques-Pierre-David Letellier-Duhurtrel ou Le Tellier du Hutrel, né à Saint-Lô (Manche) le 3 janvier 1732 et mort à Paris le 18 mars 1818. Avocat du Roi (1758) ; avocat général ; procureur syndic du district de Saint-Lô (1790) ; député de la Manche à l'Assemblée législative, le 9e sur 12, le 10 septembre 1791 ; il ne fut pas réélu à la Convention ; juge au tribunal civil de la Seine (1er frimaire an IV, 21 novembre 1793) ; élu par ses collègues président de la 3e section 1er thermidor an IV ; nommé substitut du commissaire du Directoire près ce même tribunal (16 brumaire an V, novembre 1796) ; confirmé par l'élection le 24 germinal an V (13 avril 1797)  ; et par le Directoire, le 19 fructidor 5 septembre 1797) ; il exerce ces fonctions jusqu'en 1800 ; juge au tribunal d'appel de la Seine ; devenu conseiller à la Cour (1811).

### Jeudi Scension

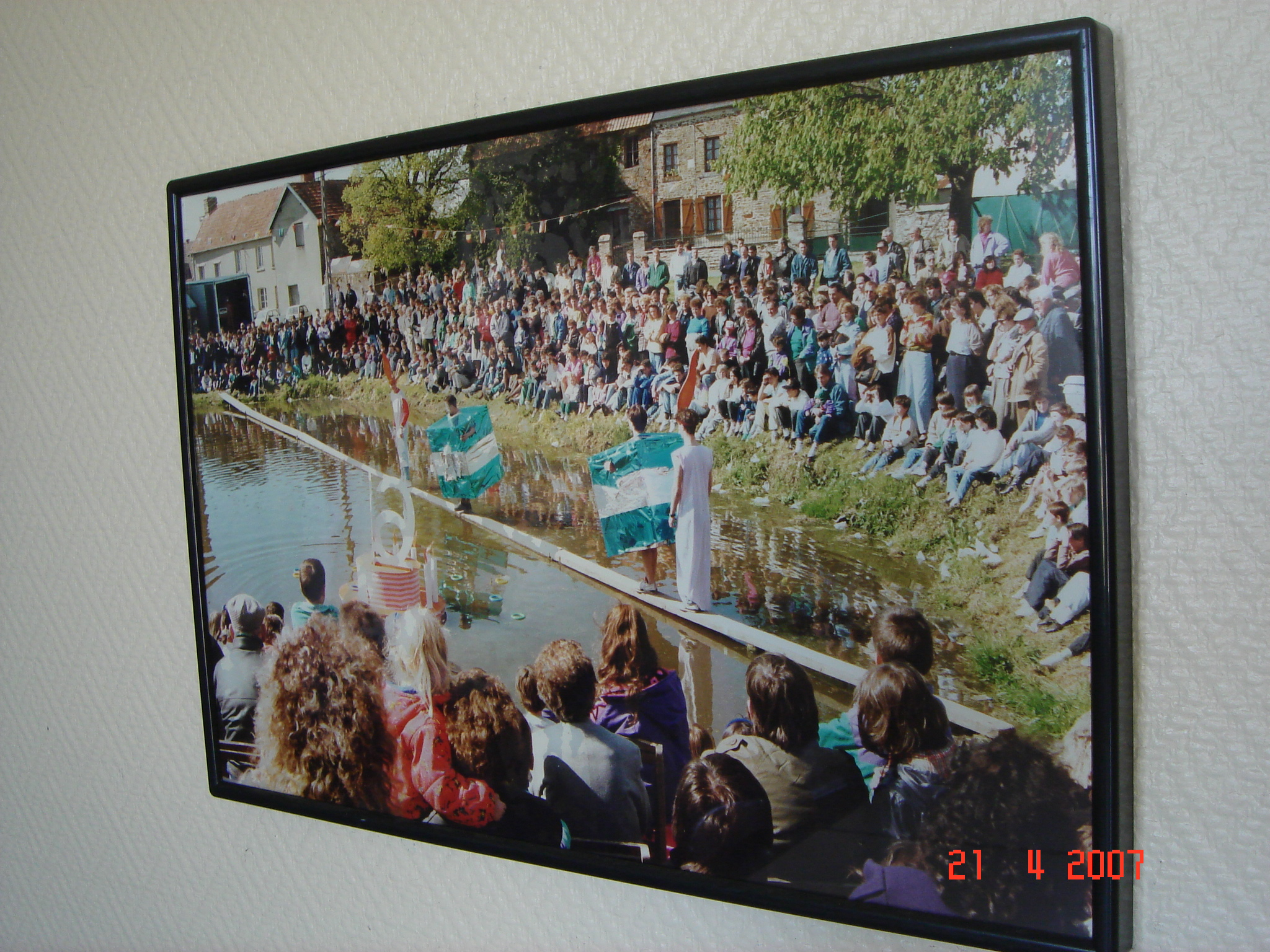
Fête du Jeudi Scension

Le Jeudi de l'Ascension depuis 1931, une fête reprend le Jeudi Scension perpétuant ainsi la tradition
,. Un élixir dénommé le Communard, spécialité locale, est servi à tous les citoyens présents.

### Association

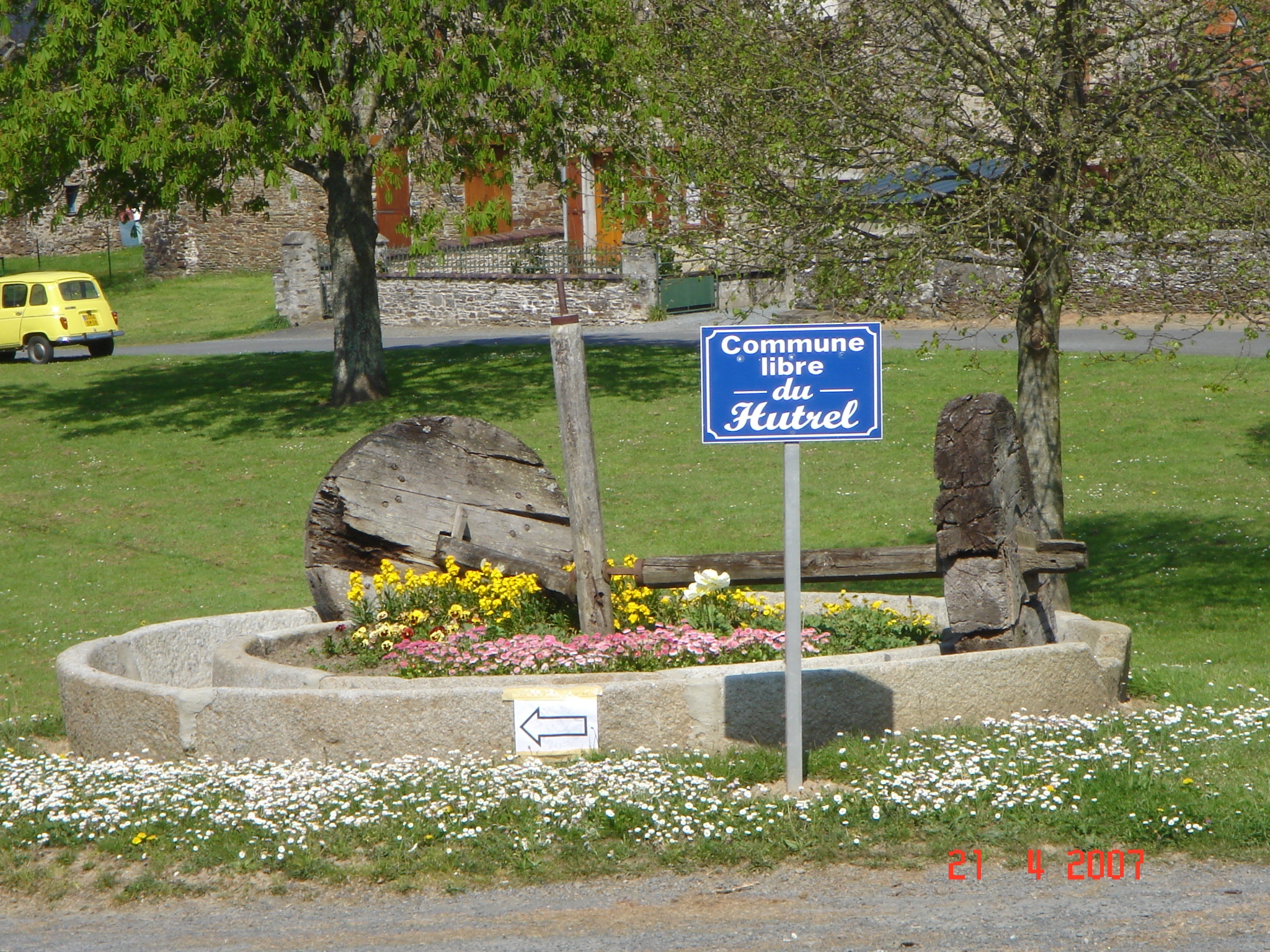

En 1995, le comité des fêtes est remplacé par une association locale qui déclare ce hameau « commune libre auto-proclamée » dont la devise est « Au Hutrel on s'aime et on se déteste plus qu'ailleurs ».

## Pour approfondir